# Scotland County, North Carolina
Scotland County är ett administrativt område i delstaten North Carolina, USA, med 36 157 invånare. Den administrativa huvudorten (county seat) är Laurinburg. 

## Geografi
Enligt United States Census Bureau har countyt en total area på 831 km². 826 km² av den arean är land och 5 km² är vatten. 

### Angränsande countyn
- Hoke County - nordost
- Robeson County - sydost
- Marlboro County, South Carolina - sydväst
- Richmond County - nordväst
- Moore County - norr

### Städer och samhällen
- East Laurinburg
- Gibson
- Laurinburg (huvudort)
- Maxton (delvis i Robeson County)
- Wagram